# کریستال رابینسون
کریستال رابینسون (انگلیسی: Crystal Robinson؛ زادهٔ ۲۲ ژانویهٔ ۱۹۷۴) بازیکن بسکتبال اهل ایالات متحده آمریکا است.